# Zhang Hong
Zhang Hong (chiń. 张虹; ur. 12 kwietnia 1988 w mieście Anda) – chińska łyżwiarka, złota medalistka olimpijska i trzykrotna medalistka mistrzostw świata.

## Kariera
Największy sukces w karierze Zhang Hong osiągnęła w 2014 roku, kiedy zwyciężyła w biegu na 1000 m podczas igrzysk olimpijskich w Soczi. W zawodach tych wyprzedziła bezpośrednio dwie Holenderki: Ireen Wüst i Margot Boer. Na tych samych igrzyskach zajęła czwarte miejsce w biegu na 500 m, przegrywając walkę o podium z Margot Boer. W tym samym roku zajęła drugie miejsce na sprinterskich mistrzostwach świata w Nagano, rozdzielając swą rodaczkę Yu Jing i Amerykankę Heather Richardson. W tej samej konkurencji zdobyła brązowy medal na rozgrywanych dwa lata wcześniej mistrzostwach świata w Calgary, przegrywając z Yu Jing i Kanadyjką Christine Nesbitt. Kilkakrotnie stawała na podium zawodów Pucharu Świata, najlepsze wyniki uzyskując w sezonie 2012/2013, kiedy była piąta w klasyfikacji końcowej 1000 m.

## Sukcesy sportowe
- 2011 – Mistrzostwa świata na dystansach – VII miejsce w biegu na 1000 m
- 2011/12 – Puchar świata – VIII miejsce w klasyfikacji końcowej na dystansie 1000 m
- 2012 – Mistrzostwa świata w wieloboju sprinterskim – brązowy medal
- 2012/13 – Puchar świata – V miejsce w klasyfikacji końcowej na dystansie 1000 m
- 2013 – Mistrzostwa świata na dystansach – VII miejsce w biegu na 1000 m oraz IX miejsce w biegu na 500 m
- 2014 – Mistrzostwa Azji – złoty medal w biegu na 1000 m oraz srebrny medal w biegu na 500 m
- 2014 – Mistrzostwa  świata w wieloboju sprinterskim – srebrny medal
- 2014 – Zimowe igrzyska olimpijskie – złoty medal w biegu na 1000 m oraz IV miejsce w biegu na 500 m

## Rekordy życiowe
- 500 m – 37,34 – 15 listopada 2013 – Salt Lake City
- 1000 m – 1:13,64 – 27 stycznia 2013 – Salt Lake City
- 1500 m – 1:59,42 – 17 listopada 2012 – Heerenveen
- 3000 m – 4:30,77 – 20 grudnia 2012 – Changchun
- 5000 m – 7:43,08 – 21 grudnia 2012 – Changchun